# Martin Canning
Martin Canning (Glasgow, 3 dicembre 1981) è un allenatore di calcio ed ex calciatore scozzese, di ruolo difensore.

## Palmarès

### Giocatore

#### Competizioni nazionali
- Scottish Championship: 1

Gretna: 2006-2007